# Coldwaltham
Coldwaltham är en ort och civil parish i Storbritannien.   Den ligger i grevskapet West Sussex och riksdelen England, i den södra delen av landet, 70 km söder om huvudstaden London. Coldwaltham ligger 23 meter över havet och antalet invånare är 845.
Terrängen runt Coldwaltham är platt åt nordost, men åt sydväst är den kuperad. Runt Coldwaltham är det mycket tätbefolkat, med 1 018 invånare per kvadratkilometer. Närmaste större samhälle är Worthing, 18,0 km sydost om Coldwaltham. Trakten runt Coldwaltham består till största delen av jordbruksmark.